# Rio do Espraiado
O rio do Espraiado, um rio brasileiro do litoral sul do estado de São Paulo.

## Nascente
Nasce nas proximidades dos municípios de Itariri e Pedro de Toledo na localização geográfica, latitude 24º20'47" Sul e longitude 47º15'54 Oeste

## Percurso
Da nascente segue em direção sudoeste do estado de São Paulo.

## Banha os municípios
Passa pelos municípios de: Itariri e Miracatu, Pedro de Toledo e Iguape.

## Afluentes
Não consta

## Final
Em Iguape se torna afluente do Rio Una da Aldeia na localização geográfica, latitude 24º29'18" Sul e longitude 47º30'29" Oeste.

## Extensão
Percorre neste trajeto uma distância de mais ou menos 35 quilômetros.